# Ancylodactylus quattuorseriatus
Ancylodactylus quattuorseriatus — вид геконоподібних ящірок родини геконових (Gekkonidae). Мешкає в Центральній Африці.

## Поширення і екологія
Ancylodactylus quattuorseriatus живуть в гірських тропічних лісах Альбертінського рифту, зокрема в лісах Бвінді і Кібале на південному заході Уганди, в лісі Ньюнгве на заході Руанди та в національному парку Бірунга і на острові Іджві на північному сході Демократичної Республіки Конго. Зустрічаються на висоті від 1000 до 2200 м над рівнем моря. Ведуть денний, частково деревний спосіб життя.

## Збереження
МСОП класифікує стан збереження цього виду як близький до загрозливого. Ancylodactylus dilepis загрожує знищення природного середовища.